# Willie Ormond
Willie Ormond sir (ur. 23 lutego 1927 w Falkirk, zm. 4 maja 1984) – szkocki piłkarz występujący na pozycji pomocnika, a także trener piłkarski. 

## Kariera
Karierę piłkarską Ormond zaczął w 1946, w klubie Hibernian F.C. Grał tam do 1931, rozegrał 335 spotkań i strzelił 147 bramek. Następnie przeszedł do Falkirk F.C. w 1961, rozegrał 27 meczów, strzelił 4 gole.
W reprezentacji Szkocji brał udział w 6 spotkaniach, strzelając 2 bramki. Grał w reprezentacji w latach 1954–1959.